# Théodore Frédéric Salmon
Pour les articles homonymes, voir Salmon.
Théodore Frédéric Salmon, né le 14 avril 1811 à Paris et mort le 5 août 1876 à Herblay, est un peintre et graveur français.

## Biographie
Théodore Frédéric Salmon grave le portrait de Victor Hugo en 1830. Il peint à Herblay.
Léonide Bourges est son élève. 
Son fils Émile Frédéric Salmon, élève de Pierre Edmond Alexandre Hédouin, deviendra graveur.

## Œuvres

### Tableaux
- Chartres, musée des Beaux-Arts : Les glaneuses, huile sur toile 150 × 110 cm, exposé en 1863, don de l’État en 1864 (inv. 2009.113.1)[1],[2].

### Estampes
- Suite d'animaux, gravures à l'eau-forte et 8 pièces in-8°, Imprimé par Delâtre, 1849
- Forgeron près de son étau, Marchande de poisson de Philippe-Auguste Jeanron[réf. nécessaire]

### Illustrations
- Victor Hugo, Hernani, portait de Victor Hugo en tête de quelques exemplaires de l'édition de 1830
- Arthur Fleury, Jean Galéas, duc de Milan, drame poétique, frontispice à l'eau-forte, 1835

### Affiches
- Luciole[réf. nécessaire]